# المتحف الأثري بالمكنين
المتحف الأثري بالمكنين هو متحف تونسي يقع في مدينة المكنين. افتتح سنة 2007 ، هو متحف أثري و إثنوغرافي.
يعرض المتحف مجموعة من القطع الأثرية يعود البعض منها إلى القرن الثالث قبل الميلاد ممّا يشهد على تواجد الحضارة البونية في المنطقة.
يعرض المتحف أيضا مظاهر من العادات والتقاليد المكنينية ونماذج من الملابس التقليدية والجواهر التي تتميز بها المنطقة  إضافة إلى القطع التي تنتجها ورشات الحرفين المحليين من سيراميك ومجوهرات.

## القطع المعروضة
من أهم القطع المعروضة يمكننا ذكر :
- مجموعة فسيفساء تمثل سائق عربة حربية .
- وعاء نُقش بحروف بونية.
- وعاء المحارب.[1]
- مجموعة من القطع البرونزية التي تعود إلى القرن الخامس.
- نقيشة تخلد ذكرى بناء مسجد سيدي بو عبانة من قبل السلطان الحفصي أبو عبد الله محمد المستنصر.
- مجوهرات مصنوعة في ورشة حايم ربين مليح.
- اللباس التقليدي للعروس.

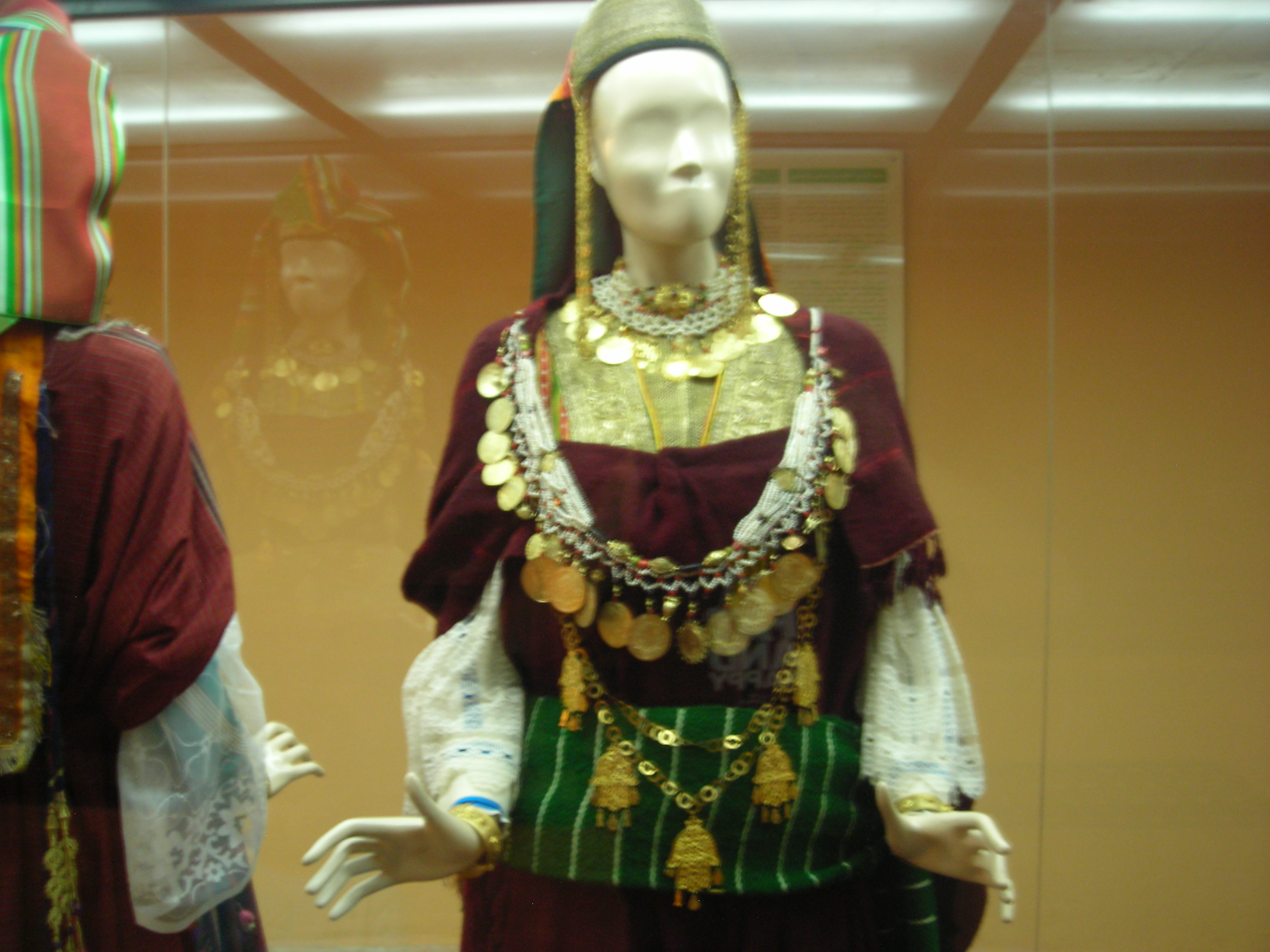
لباس تقليدي نسائي
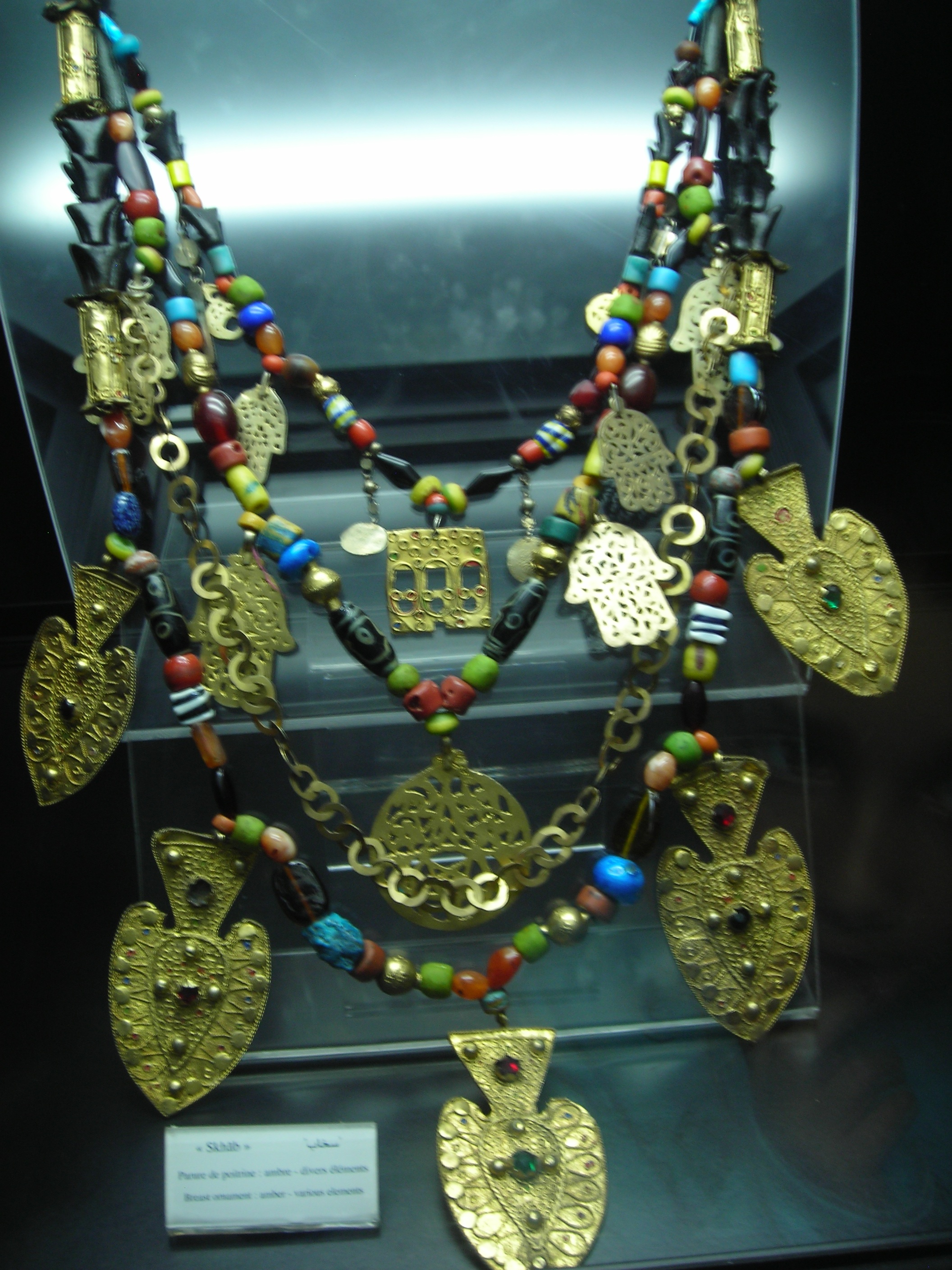
مجوهرات تقليدية
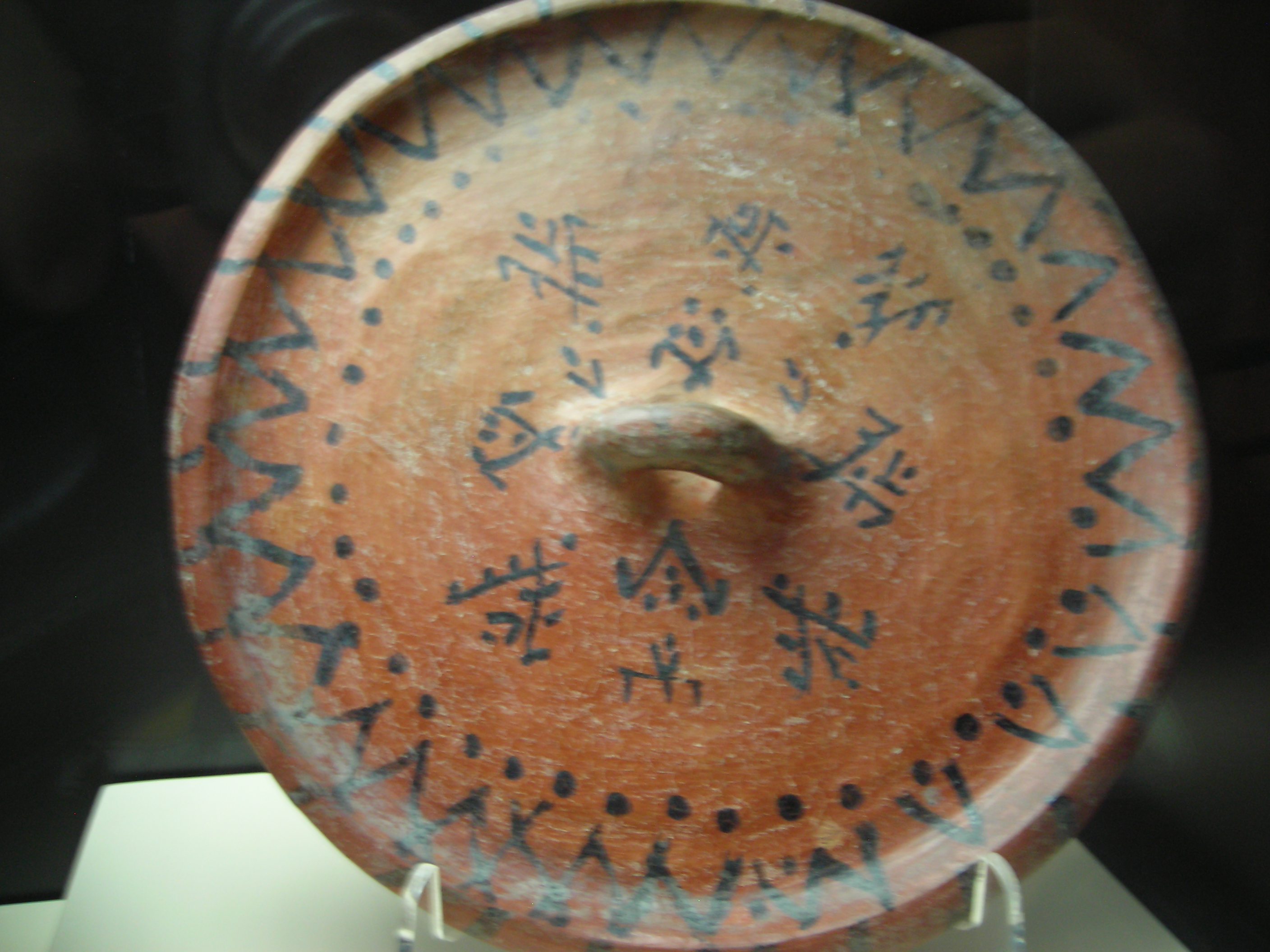
آنية من الفخار المحلي
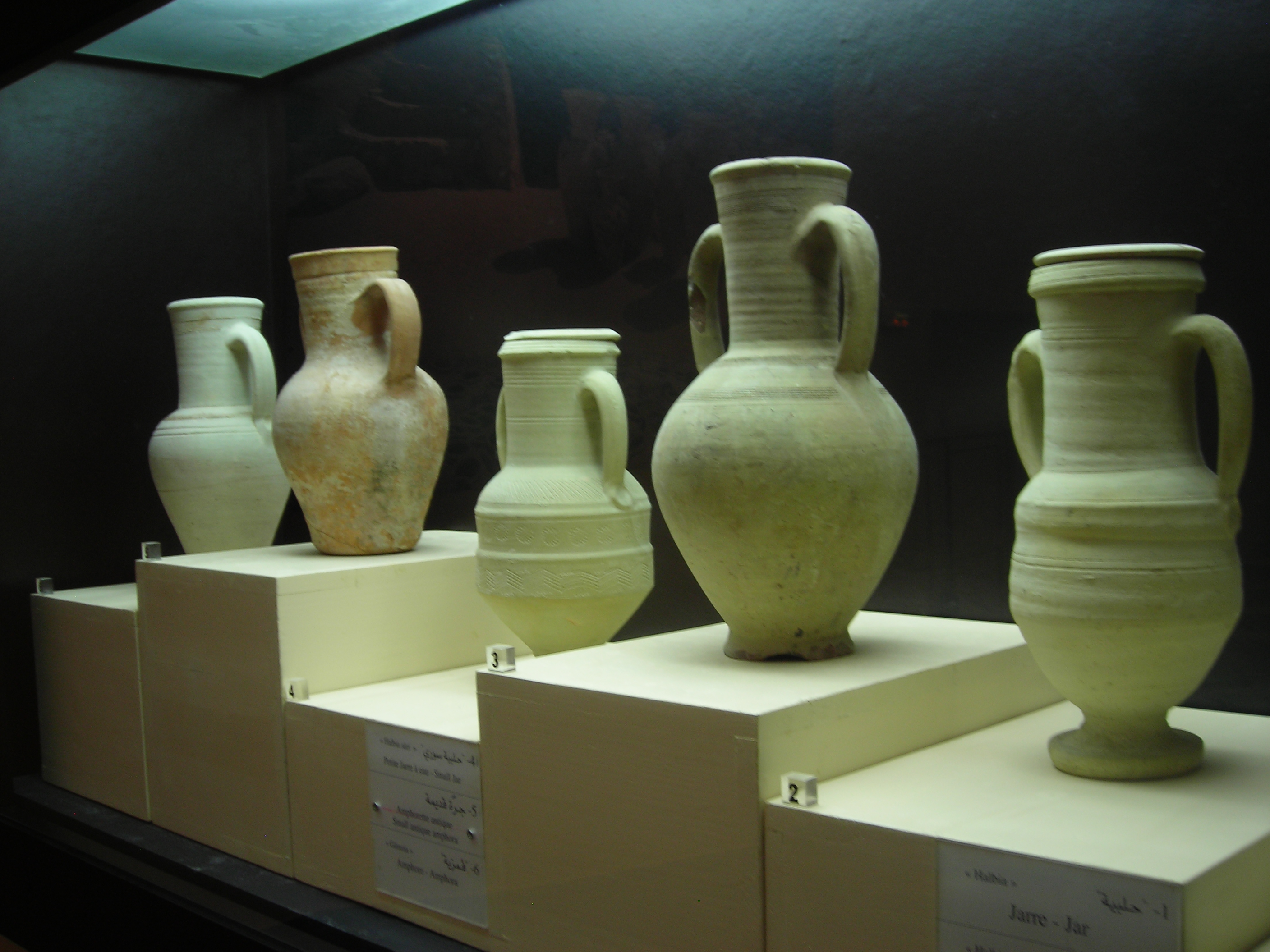
مجموعة من الأواني الفخارية (قلال)
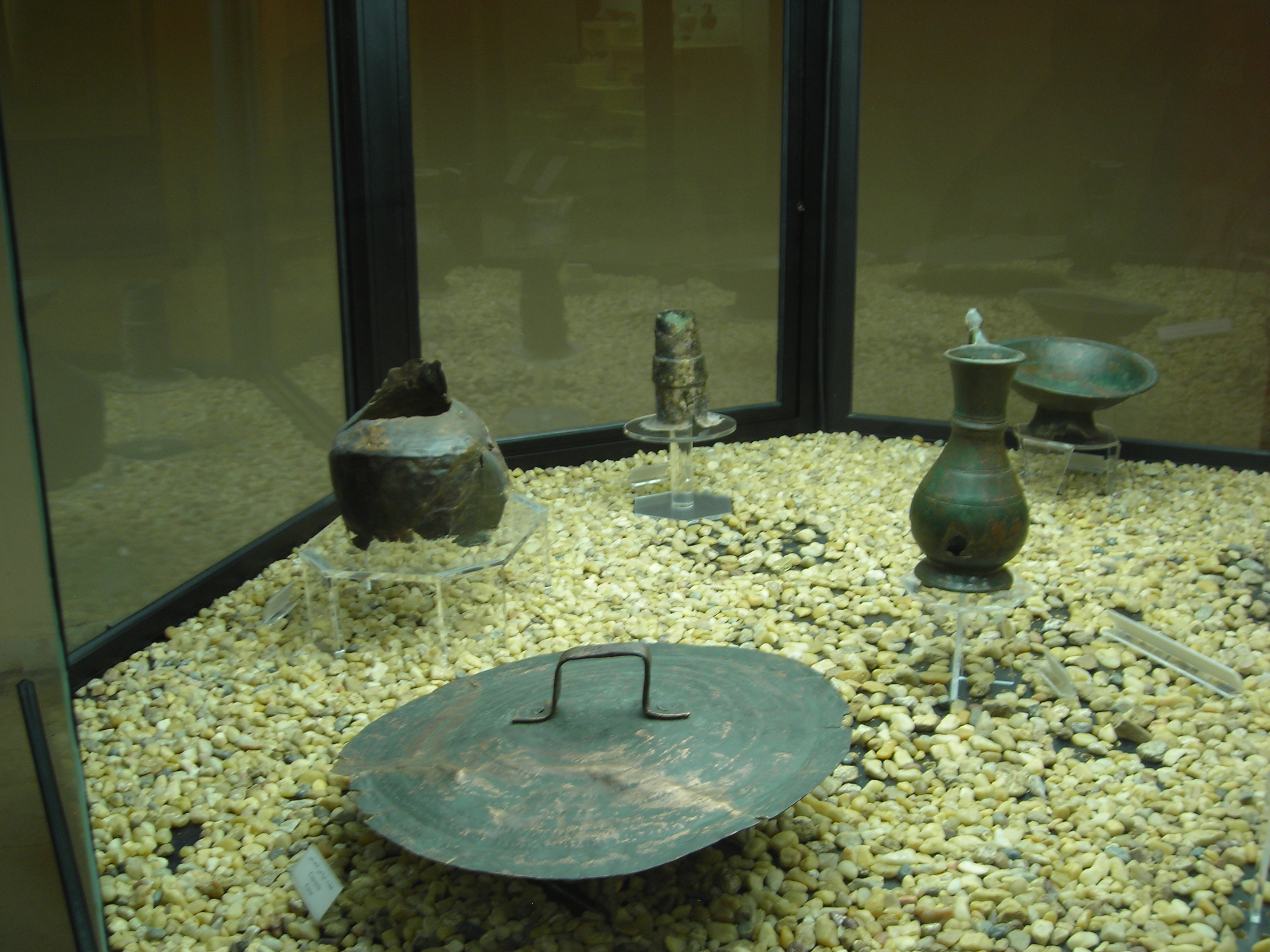
مجموعة من القطع البرونزية
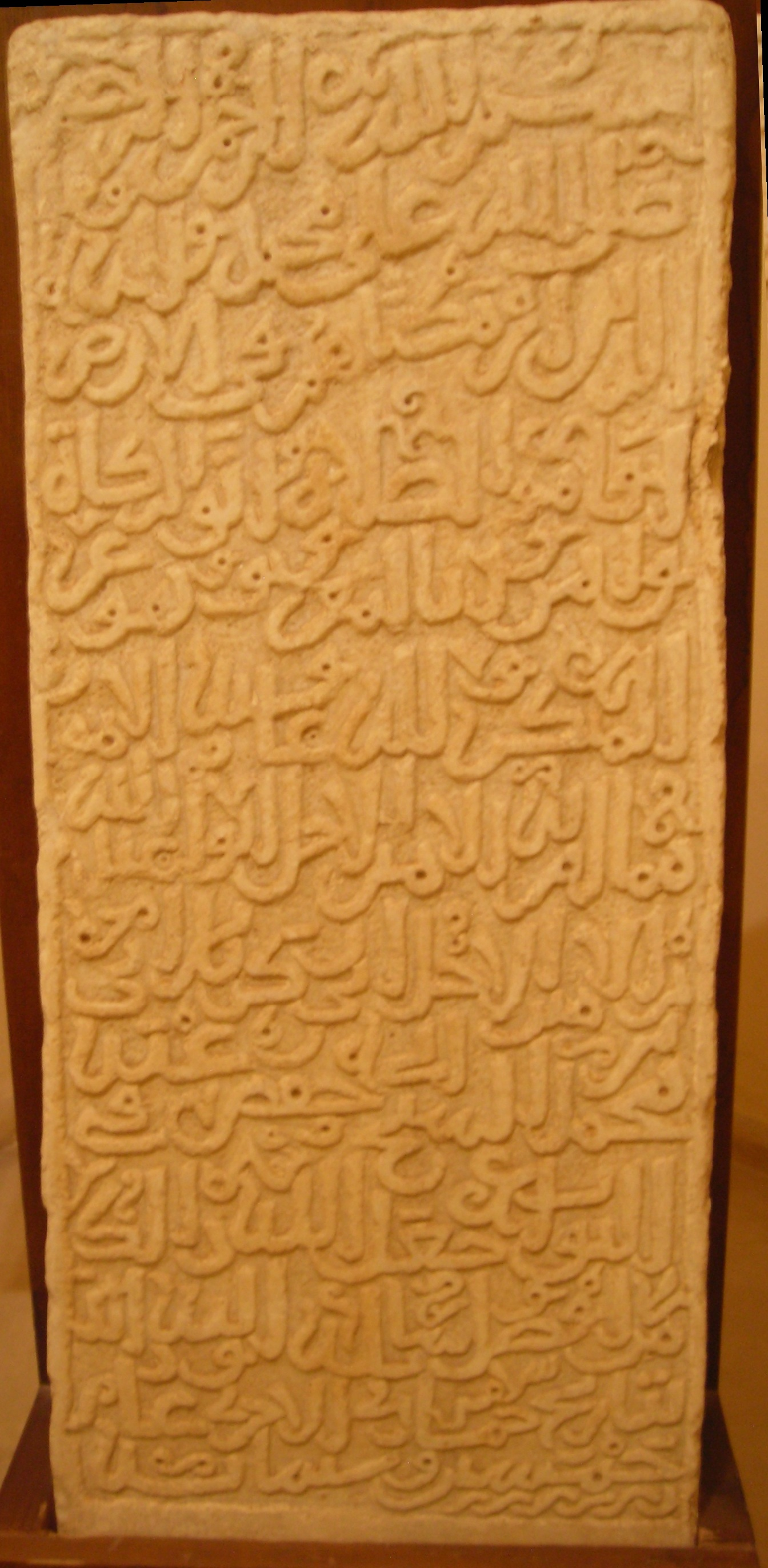
نقيشة تخلد ذكرى بناء مسجد سيدي بو عبانة